# Barrage de Batoka Gorge
Le barrage de Batoka Gorge (en anglais : Batoka Gorge Hydroelectric Power Station ou BGHES) est un projet de centrale hydroélectrique transfrontalier de grande envergure prévu sur le fleuve Zambèze, à la frontière entre la Zambie et le Zimbabwe. D'une capacité prévue de 2,4 GW, ce projet de type "au fil de l'eau" est planifié pour être développé sur le fleuve Zambèze, avec son site de barrage situé à 47 km en aval des chutes Victoria. Avec ses 2 400 MW, il deviendra la troisième plus grande centrale hydroélectrique d'Afrique et l'une des soixante plus grandes au monde par sa capacité de production'.

## Histoire et développement

### Genèse du projet
Le projet de Batoka Gorge a été conçu pour la première fois en 1972, suite à une étude exhaustive commandée par le prédécesseur de l'Autorité du fleuve Zambèze. L'étude visait à identifier et évaluer les sources d'énergie potentielles que l'institution intergouvernementale pourrait développer pour répondre aux demandes croissantes d'électricité de la Zambie et du Zimbabwe.
Les gorges de Batoka ont été identifiées comme un emplacement privilégié en raison de leur potentiel hydroélectrique significatif, alimenté par le débit puissant du fleuve Zambèze. Au fil des décennies, le projet a évolué pour intégrer les pratiques d'ingénierie modernes et les considérations de durabilité, garantissant qu'il réponde aux plus hauts standards d'efficacité et de gérance environnementale.

### Évolution récente
En juin 2019, les gouvernements zambien et zimbabwéen ont signé un accord pour construire le barrage avec General Electric et une entreprise chinoise, "Power China". Le consortium comprenant la Power Construction Corporation of China et General Electric des États-Unis a été sélectionné comme contractant pour développer ce projet estimé à 4,5 milliards de dollars US'.
Cependant, en 2023, la Zambie a annulé le contrat, citant les coûts élevés et l'échec du projet dans sa configuration initiale. La Zambie et le Zimbabwe prévoient de relancer l'appel d'offres pour le projet hydroélectrique de Batoka Gorge, d'une valeur estimée à 5 milliards de dollars et d'une capacité de 2,4 GW.

## Caractéristiques techniques

### Infrastructure du barrage
Batoka Gorge sera une installation hydroélectrique au fil de l'eau comprenant un barrage-voûte en béton compacté au rouleau (RCC) de 181 m de haut et 720 m de long. Ce barrage en béton compacté au rouleau de type arc-gravité, avec ses 180 m de hauteur, sera l'un des plus hauts de ce type.
Le réservoir aura une zone de captage de 508 000 km² et quatre prises d'eau, qui achemineront l'eau à travers 4,2 km de tunnels vers les deux centrales électriques.

### Centrales électriques
Le projet comprendra deux centrales électriques de surface de 1 200 MW chacune sur les rives nord et sud du fleuve Zambèze. Chaque centrale électrique sera équipée de six turbines hydro de 200 MW. L'installation transfrontalière devrait produire 10 215 GWh d'électricité par an, qui seront partagés entre la Zambie et le Zimbabwe.

### Localisation précise
Les coordonnées exactes du site sont marquées à la référence de grille 055-178 sur une carte à l'échelle 1:50 000, indiquant un emplacement précis et soigneusement choisi qui intègre la faisabilité technique avec la préservation environnementale et les considérations géopolitiques.

## Cadre institutionnel

### Zambezi River Authority
Le projet est mis en œuvre par l'Autorité du fleuve Zambèze, une organisation binationale mandatée pour exploiter, surveiller et maintenir le complexe du barrage de Kariba ainsi que pour exploiter le plein potentiel du fleuve Zambèze. L'Autorité du fleuve Zambèze est une organisation binationale détenue à parts égales par les deux gouvernements des Républiques de Zambie et du Zimbabwe'.

### Études d'impact environnemental
La firme sud-africaine contractée pour préparer une Évaluation d'Impact Environnemental et Social (EIES) pour le projet de 3 milliards de dollars de Batoka Gorge, a soumis son rapport préliminaire à l'Autorité du fleuve Zambèze (ZRA) et aux financeurs. La ZRA a contracté un consultant indépendant, Environmental Resources Management (ERM) d'Afrique du Sud pour conduire l'EIES.

## Enjeux environnementaux et sociaux

### Impact sur les chutes Victoria
Malgré sa proximité avec les chutes Victoria, le projet a été méticuleusement planifié pour s'assurer qu'il n'aura aucun impact négatif sur le site du patrimoine mondial de l'UNESCO. Cette proximité avec l'un des sites naturels les plus emblématiques d'Afrique constitue néanmoins un défi majeur pour la conception du projet.

### Opposition environnementale
Comme dans la proposition des années 1990 qui avait été arrêtée, et maintenant encore, les parties prenantes et la communauté locale s'opposent fortement à la construction du barrage. Si le barrage est construit, des kilomètres de rapides de classe mondiale de Grade III-V seront perdus, ce qui suscite l'opposition des organisations de protection de l'environnement et des sports nautiques.

### Régulation des eaux
Le directeur général de la ZRA a souligné l'importance de développer des réserves d'eau tampons, affirmant que "les projets hydroélectriques supplémentaires faciliteront la régulation des réservoirs pour la production d'énergie et la gestion des inondations". Il a mis en évidence le rôle du projet Batoka Gorge dans le renforcement de la production d'énergie pendant les saisons de pointe tout en maintenant les réserves d'eau au barrage de Kariba pour les saisons sèches.

## Financement et défis économiques

### Coûts du projet
Le coût total du projet a évolué au fil des années, passant d'une estimation de 4,5 milliards de dollars US en 2019 à une valeur estimée à 5 milliards de dollars en 2024. Ces variations de coût ont contribué aux difficultés de financement du projet'.

### Annulation et relance
Les développeurs du projet prévu de 5 milliards de dollars US ont annoncé que les deux prochaines années seront consacrées à finaliser les études de faisabilité et les processus d'approvisionnement. Cette approche méthodique fait suite aux difficultés rencontrées lors des tentatives précédentes de mise en œuvre.

## Signification stratégique

### Contexte énergétique régional
Batoka Gorge est situé sur le puissant fleuve Zambèze, à la frontière entre la Zambie et le Zimbabwe, environ 50 km en aval des chutes Victoria et 120 km en amont du réservoir de Kariba. Le projet a pour objectif de développer la première partie (DH = 166,5 m) du potentiel hydroélectrique (DH = 280 m) entre les chutes Victoria et l'ancien barrage de Kariba.

### Impact économique attendu
Le projet Batoka Gorge est envisagé non seulement comme un projet énergétique majeur, mais aussi comme un catalyseur pour le développement économique régional, capable de répondre aux besoins énergétiques croissants de deux pays en développement rapide.

## État actuel du projet
En décembre 2023, les développeurs ont indiqué que les deux prochaines années seront dédiées à la finalisation des études de faisabilité et des processus d'approvisionnement, marquant une nouvelle phase dans l'histoire de ce projet de longue haleine.
Le projet reste l'un des plus ambitieux de la région, malgré les défis techniques, environnementaux et financiers qu'il représente.

## Controverses
Le projet fait face à une opposition significative de la part des organisations environnementales et des communautés de sports nautiques qui craignent la perte d'écosystèmes uniques et de sites de rafting de renommée mondiale sur le Zambèze.